# Socialdemokratiska partiet (Rwanda)
Socialdemokratiska partiet i Rwanda är ett socialdemokratiskt politiskt parti i Rwanda. Partiet ses som något stödjande av Paul Kagame-regimen.

## Historik
Partiet grundades den 1 juli 1991 av Félicien Gatabazi och Frédéric Nzamurambaho, och fick smeknamnet "De intellektuellas parti". 
Gatabazi kom några år senare att skjutas ihjäl, ett av flera mord i upptakten till det rwandiska folkmordet. Han var vid denna tid generalsekreterare i partiet och det dödande skottet träffade honom efter ett politiskt möte.
I slutet av folkmordet gick partiet med i den nationella enhetsregeringen. Partiet stöttade president Paul Kagame i presidentvalet 2003. I parlamentsvalet samma år fick de 12 procent och sju mandat.
I parlamentsvalet 2008 ökade partiet till 13 procent och partiet behöll också sina sju mandat.
Inför presidentvalet 2024 så valde Socialdemokraterna ännu en gång att backa upp den sittande presidenten Paul Kagame.